# Zui Baxianquan
Lo Zui baxian quan (醉八仙拳, Pugilato degli Otto Immortali ubriachi), o Tsui Pa Hsien Kuen in lingua cantonese, è uno stile di arti marziali cinesi che viene classificato come stile imitativo (Xiangxingquan, 象形拳), in quanto imita le movenze di una persona ubriaca.
È anche chiamato "Zuijiuquan" (醉酒拳) o più semplicemente abbreviato in "Zuiquan" (醉拳).
La sua creazione è attribuita a Li Bai (李白), uno dei massimi poeti dell'epoca della dinastia Tang. Costituisce per chi lo pratica un impegno fisico notevole, dato che si compone di perdite di equilibrio volontarie, cadute e salti acrobatici, interruzioni e modificazioni continue del ritmo e cambiamenti repentini di direzione.
Lo stile potrebbe essersi ispirato ad una danza dell'ubriachezza (Zui Wu, 醉舞) che secondo il Jinbi shilei (今壁事类), nel dodicesimo rotolo, era conosciuta fin dall'antichità. 
Lo Zui baxian quan è segnalato per la prima volta nel Quanjing quanfa beiyao (拳经拳法备要), un'opera redatta tra l'epoca della dinastia Ming e l'epoca della dinastia Qing.
Gli Otto Immortali (Baxian, 八仙) a cui si riferisce questo stile sono Lü Dongbin, Tieguai Li, Han Zhongli, Zhang Guolao, Han Xiangzi, Lan Caihe, Cao Guojiu e He Xiangu. A ognuno di essi è dedicato un insieme di movimenti fondamentali dello stile.
Il Taolu più conosciuto di questo stile è stato tramandato dal maestro Cai Longyun.

## Zuiliutang
Nello stile Yingzhaoquan viene praticata una forma imitativa dell'ubriaco, detta Sei Cadute dell'Ubriaco (old?T, 醉六躺S,  zuìliùtǎng?P, tsui liu t’ang?W, lett. "醉六躺?") (in cantonese Jui lau tong).

## Nella cultura di massa
- Il nome Zui Baxianquan proverrebbe dal racconto Baxian chuwai dong youji chuan (八仙出外东游记传, Storia degli Otto Immortali che viaggiano ad oriente)[1] in cui gli Otto Immortali, durante un banchetto, vengono ubriacati per poterli sopraffare facilmente. Questo racconto è anche conosciuto come Dong You Ji (东游记, viaggio ad oriente)[2].

- Nella serie cinematografica Drunken Master, il protagonista Wong Fei-hung interpretato da Jackie Chan è un alcolizzato che usa questo stile di combattimento.
- Zui Baxian 醉八仙, è il titolo di un libretto illustrato della serie Zhongguo Wushu Lianhuanhua 中国武术连环画, pubblicato nel 1984 dalla Lingnan Mei Shu Chubanshe.

- In Dragon Ball c'è un riferimento parodistico di questa tecnica marziale: il Genio delle Tartarughe, durante un combattimento, attua uno stile che richiama le movenze di una persona ubriaca.

- In Naruto, Rock Lee utilizza questo stile quando beve alcolici.

- Street Fighter, Tekken, The King of Fighters, Dead or Alive, Mortal Kombat e altri videogiochi del medesimo genere hanno tutti almeno un personaggio che pratica questo stile o che lo utilizza assieme ad altri stili.